# José Bustamante (Fußballspieler, 1907)
José Bustamante (* 1907 in La Paz; † unbekannt) war ein bolivianischer Fußballspieler auf der Position eines Stürmers. Er war zuletzt für CD Litoral aus La Paz und die Bolivianische Fußballnationalmannschaft aktiv.

## Karriere

### Verein
Seine Vereinskarriere verbrachte Bustamante in seiner bolivianischen Heimat. Er stand im Jahr 1930 im Kader des Hauptstadtklubs CD Litoral. Einen Titel gewann er in dieser Zeit jedoch nicht. Weitere Informationen zu seiner Karriere geben die Quellen, wie zu vielen Spielern aus dieser Zeit, jedoch nicht her.

### Nationalmannschaft
Spielertrainer Jorge Luis Valderrama berief Bustamante in das Aufgebot der Bolivianische Fußballnationalmannschaft zum Campeonato Sudamericano 1926. Hier stand er in allen vier Partien, gegen Chile (1:7), Argentinien (0:5), Paraguay (1:6) und Uruguay (0:6), in der Startformation. Auch ein Jahr später bei der Campeonato Sudamericano 1927 lief der Bolivianer in allen drei Spielen, gegen Argentinien (1:7), Uruguay (0:9) und Peru (2:3), für die Nationalmannschaft auf. Im Spiel gegen Peru brachte Bustamante seine Mannschaft mit einem Doppelpack in der 13. und 14. Minute in Führung, ehe die Peruaner noch bis zur Halbzeit das Spiel drehten. Damit blieb Bustamante bis mindestens 1938 alleiniger Rekordtorschütze der Nationalmannschaft. Nationaltrainer Ulises Saucedo berief den Rekordtorschützen auch in das Aufgebot Boliviens zur ersten Weltmeisterschaft in Uruguay. Hier kam er in beiden WM-Spielen gegen Jugoslawien (0:4) und Brasilien (0:4) zum Einsatz.